# Carlazzo

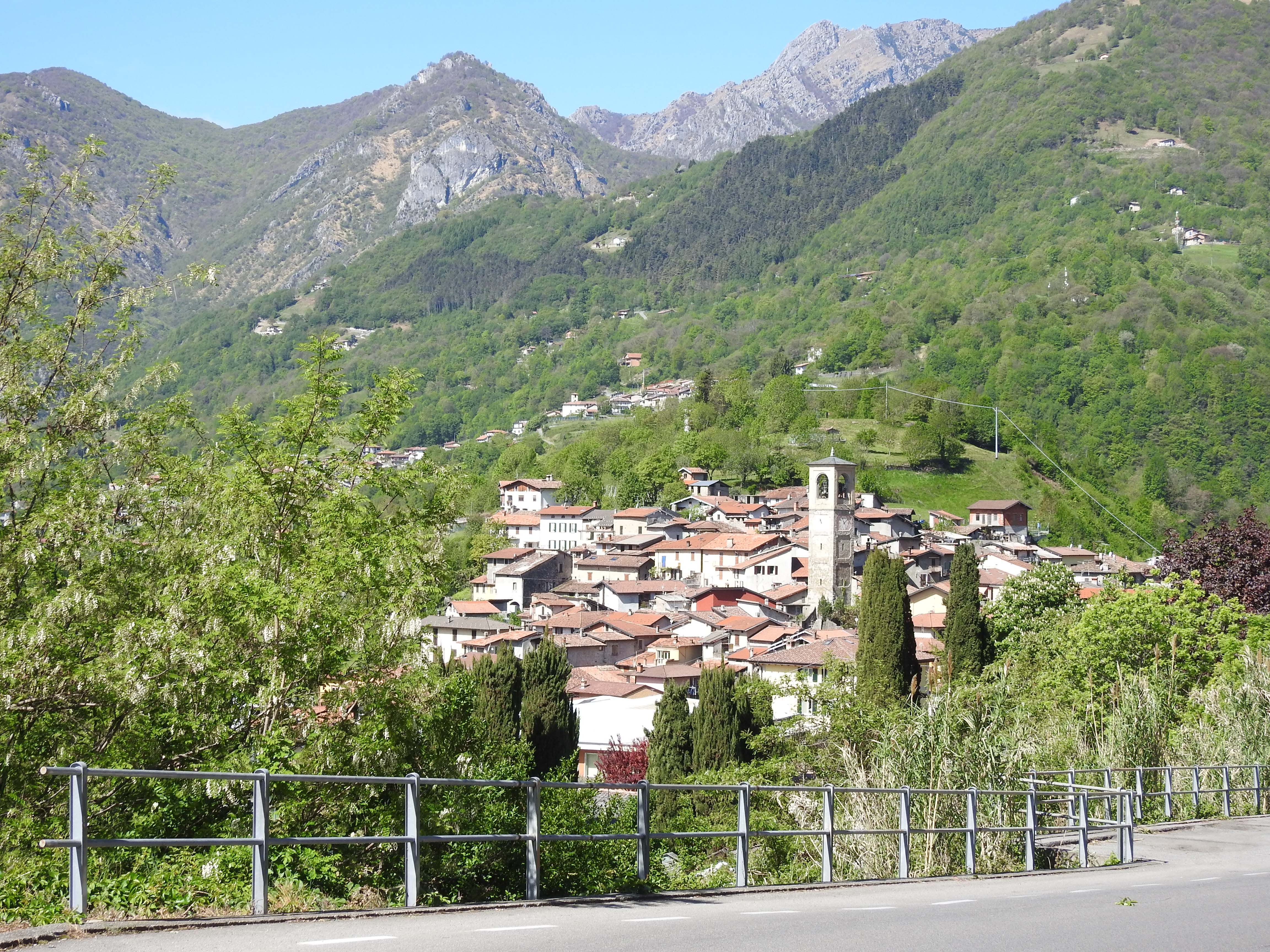
Carlazzo von Osten

Carlazzo (Carlasc im Comer Dialekt) ist eine norditalienische Gemeinde in der Provinz Como in der Lombardei in Italien.

## Lage und Einwohner
Carlazzo liegt am Fuße des Berges Monte Pidaggia (1528 m) etwa 60 Kilometer nördlich von Mailand und etwa 44 Kilometer nördlich von Como. Sie bedeckt eine Fläche von 12 km² und umfasst die Fraktionen Gottro, Piano Porlezza und San Pietro Sovera. In der Gemeinde befindet sich der Lago di Piano.
Die Nachbargemeinden sind Bene Lario, Corrido, Cusino, Grandola ed Uniti, Porlezza, San Bartolomeo Val Cavargna, San Nazzaro Val Cavargna und Val Rezzo.

### Bevölkerungsentwicklung
- Fusion mit Gottro und Piano Porlezza 1809 und mit Cusino 1812.

## Geschichte
Carlazzo war jahrhundertelang eine Gemeinde der Pfarrei Porlezza, die zur Riviera di Lecco des Herzogtums Mailand gehörte.
Seit 1757 erstreckt sich das Gebiet von Carlazzo auf die Gemeinde Castello, die bis dahin eine autonome Gemeinde war.
Die Gemeinde Carlazzo, die immer noch zur gleichen Pfarrei gehört, wurde 1786 zum ersten Mal provisorisch in die Provinz Como eingegliedert[11]. Fünf Jahre später wurde Carlazzo in die Provinz Mailand versetzt und kehrte 1801 mit Napoleon Bonaparte in die Verwaltungsbezirke von Como zurück.
Zwischen 1807 und 1812 genehmigten zwei Dekrete zur administrativen Neuorganisation des napoleonischen Königreichs Italien die Angliederung der Gemeinden Gottro und Piano (1807) sowie von Cusino (1812) an Carlazzo. Später führte die Restauration zur Aufhebung der kommunalen Zusammenschlüsse, wobei die neu gebildete Gemeinde Carlazzo mit dem Schloss unter der Gerichtsbarkeit der Hauptstadt des Comer Sees blieb, zunächst im Bezirk VI von Porlezza und dann, mit der Aktivierung der Provinzen des lombardisch-venezianischen Königreichs, in der Provinz Como.
Der erste Gemeinderat wurde im Jahr 1821 gewählt. Der Gemeinde wurde der Weiler San Pietro Sovera angegliedert, der durch seine separate Pfarrei eine eigene Identität besitzt.
Die Gemeinde änderte 1861 ihren Namen in Carlazzo Valsolda und kehrte 1928 zu ihrem ursprünglichen Namen zurück, als sie Gottro und Piano Porlezza angliederte und damit die ähnliche Maßnahme, die bereits zur Zeit Napoleons erlassen, dann aber von den Österreichern annulliert wurde, wieder aufnahm.

## Sehenswürdigkeiten
- Kirche Santi Nazaro e Celso[3]
- Kirche Santi Giacomo e Fedele[4]
- Kirche Sant’Antonio da Padova im Ortsteil Maggione[5]
- Kirche Santi Pietro e Paolo im Ortsteil San Pietro Sovera[6]
- Pfarrkirche Santo Stefano Protomartire im Ortsteil Gottro[7]
- Oratorium Sant’Agata[8]
- Schloss Carlazzo[9]
- Romanische Kirche San Giorgio im Ortsteil Gottro[10]
- Museo etnografico del latte (Milchmuseum)
- Palast Pretura (16. Jahrhundert) im Ortsteil Bilate bei Gottro
- Riserva Naturale Lago di Piano[11]

## Persönlichkeiten
- Giacomo Bassi (* 18. März 1886 in Gottro; † 1968), ein italienischer Beamter. Für die Rettung einer fünfköpfigen jüdischen Familie während des Zweiten Weltkriegs wurde er als Gerechter unter den Völkern geehrt.